# 直报
《直报》，是清末中国天津的中文报纸，报名意指直隶之报。1895年初，由德国人汉纳根（Constantin von Hanneken，1855年～1925年，原李鸿章的外籍顾问）创刊于天津。首任中文主编杨萌庭。是继天津《中国时报》（Chinese Times）之后，《国闻报》之前的天津大报，影响至北京。
甲午战争期间，该报以积极的态度报道战争，战争之后发表严复等人發表《論世變之亟》、《原強》、《辟韓》、《救亡決論》等文倡导变法挽救民族危机的深刻时评政论，主張變法維新、武裝抗擊外來侵略，影响深远。是反省甲午战争探讨强国之路的重要论坛。停刊年月不详。